# Aird of Sleat
Aird of Sleat (Schots-Gaelisch: Aird Shlèite) is een dorp op Skye in Highland (Schotland). Aird of Sleat is de zuidelijkste nederzetting van Skye doordat het 4 kilometer van Point of Sleat, het zuidelijkste punt van Skye, ligt.